# Ivica Olić
Ivica Olić (AFI: pronunție în  [hr]; n. 14 septembrie 1979, Davor, Cantonul Brod-Posavina, Croația) este un fotbalist croat retras din activitate, în prezent antrenor secund al reprezentativei Croației.

## Legături externe
Materiale media legate de Ivica Olić la Wikimedia Commons
- Ivica Olić pe site-ul FIFA (arhivat)
- Ivica Olić pe site-ul National-Football-Teams.com
- Ivica Olić la Soccerbase
- Profile on Soccerphile.com